# Johannesburg Indoor 1975
Il Johannesburg Indoor 1975 è stato un torneo di tennis giocato sul cemento. È stata la 1ª edizione del torneo, che fa parte del World Championship Tennis 1975. Si è giocato a Johannesburg in Sudafrica dall'11 al 19 aprile 1975.

## Campioni

### Singolare maschile
Buster Mottram ha battuto in finale  Tom Okker con il punteggio di 6–4 6–2

### Doppio maschile
Arthur Ashe /  Tom Okker hanno battuto in finale  Frew Donald McMillan  /  Bob Hewitt con il punteggio di 6–3, 6–2